# الحياة السياسية في إسبانيا خلال فترة وصاية بالدوميرو إسبارتيرو
كانت وصاية بالدوميرو إسبارتيرو هي الحقبة الأخيرة من فترة الوصاية على ملكة اسبانيا إيزابيل الثانية عندما كانت قاصرا ولم تبلغ السن القانوني، وبدأت عندما أنهى الجنرال بالدوميرو إسبارتيرو في «ثورة 1840» وصاية ماريا كريستينا دي بوربون والدة الملكة إيزابيل الثانية التي بلغت آنذاك تسع سنوات، فاستلم زمام الوصاية بدلا عنها حتى سنة 1843 عندما قامت ضده حركة عسكرية ومدنية برئاسة كلا من حزب التقدم وحزب الوسط عن طريق الجنرالات المرتبطين بهما وهم: رامون ماريا نارفايس، فرانسيسكو سيرانو وليوبولدو أودونيل الذين أجبروا إسبارتيرو لإخراجه من الحكم إلى المنفى. ثم قرر الائتلاف المناهض لإسبارتيرو إعلان بلوغ إيزابيلا السن القانوني عند بلوغها 13 سنة في أكتوبر 1843، ليبدأ عند ذلك فترة حكمها الفعلي.

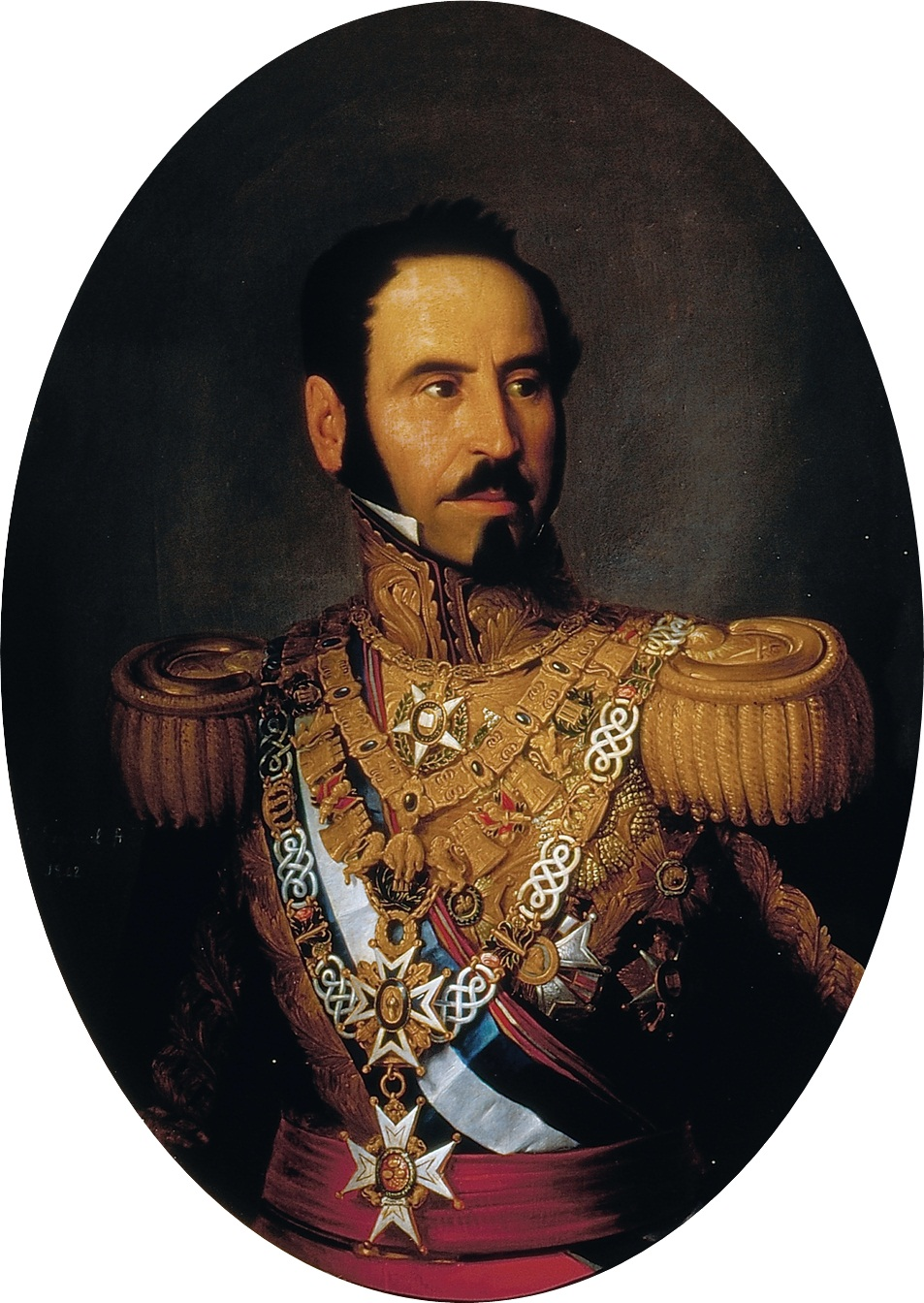
الجنرال بالدوميرو إسبارتيرو.

## «ثورة 1840» ونهاية وصاية ماريا كريستينا

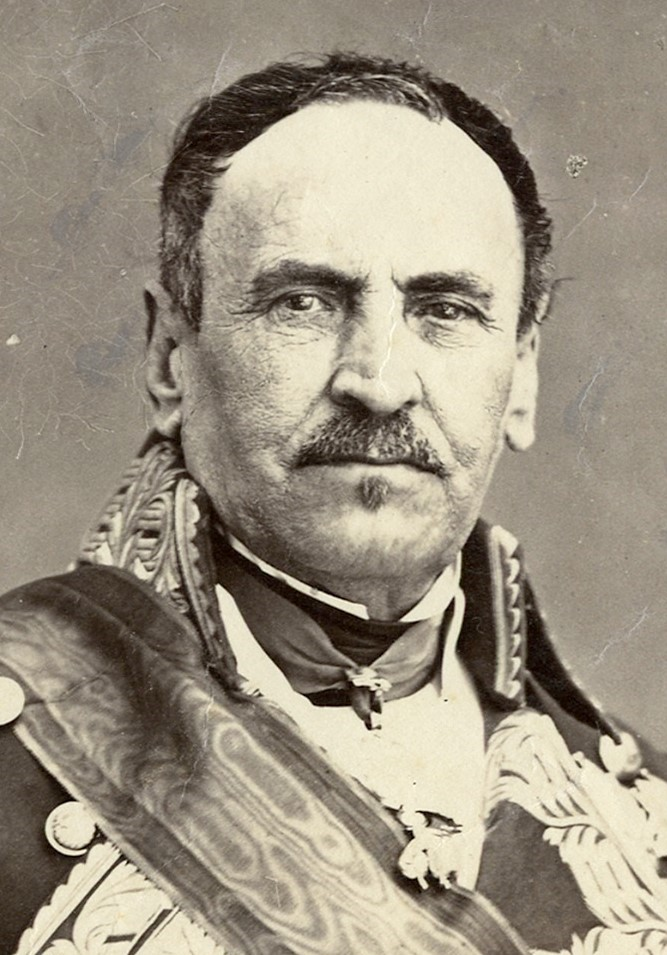
بالدوميرو إسبارتيرو، جنرال وسياسي إسباني، حوالي عام 1865

قدمت حكومة بيريز دي كاسترو المعتدلة إلى البرلمان قائمة بمشروع قانون البلديات والمجالس البلدية، مما أكمل القطيعة بين المعتدلين والتقدميين، بحيث أن المشروع الجديد يقلل من السلطات البلدية، وأن الحكومة هي من يعين رؤساء البلدية والتي عده التقدميون مخالف للدستور. لذلك لجأوا إلى الضغوط شعبية أثناء مناقشة القانون، اختاروا الانسحاب وترك المجلس مما شكك في شرعية المداولة. بدأ التقدميين على الفور بحملة في الصحافة ومجالس المدن لمطالبة الملكة الوصية ماريا كريستينا بعدم المصادقة على القانون تحت تهديد التمرد. وعندما رأوا أن الوصية على استعداد للمصادقة توجهوا نحو الجنرال بالدوميرو اسبارتيرو، الشخصية الأكثر شعبية في ذلك الوقت بعد انتصاره في الحرب الكارلية الأولى وأنه كان أقرب إلى التقدمية منها من الوسط، ليمنع صدور هذا القانون الذي يتعارض مع «روح دستور 1837» فشعبية اسبارتيرو الهائلة بأنه «صانع سلام إسبانيا» تجلت عندما دخل برشلونة منتصرا يوم 14 يونيو 1840.
أنتقلت الملكة الوصية إلى برشلونة سنة 1840. فعرضت على الجنرال اسبارتيرو رئاسة الحكومة، ولكنه من أجل قبول التعيين طالبها بإلغاء قانون البلديات، ولكنها وقعت على القانون يوم 15 يوليو 1840 ليصبح ملزما مما سبب أزمة سياسية خطيرة أجبرت الحكومة بيريز دي كاسترو إلى الاستقالة 18 يوليو وحلت في 28 أغسطس بعد ثلاث حكومات تقدمية سريعة، وبدءا من 1 سبتمبر اندلعت ثورات التقدميين في العديد من المدن حيث شكلت "المجالس الثورية" التي تحدت سلطة ماريا كريستينا. فأمرت الملكة الوصية في 5 سبتمبر من فالنسيا إلى الجنرال إسبارتيرو لتسيير حملة إلى مدريد لإنهاء التمرد (الذي عرف أيضا باسم «ثورة 1840») لكنه "رفض بكلام طيب احتوى في الخلفية على برنامج سياسي متكامل: فيجب على الملكة حسب رأيه التوقيع على وثيقة الالتزام باحترام الدستور، وحل مجلس النواب (الذي يهيمن عليه المعتدلين) واخضاع هؤلاء المنتخَبين لمراجعة القوانين التي صدرت في المجلس التشريعي السابق، بما في ذلك قانون البلديات". وبعد عشرة أيام رأت ماريا كريستينا أنه ليس لديها أي خيار سوى تعيين الجنرال إسبارتيرو رئيسا للحكومة أملا في وقف المد الثوري الذي اجتاح البلاد".
ذهب الجنرال إسبارتيرو بعد تعيينه إلى مدريد ففاوض المجلس المركزي لوضع نهاية للتمرد وثم عاد إلى فالنسيا ليقدم للوصية الحكومة التي عينها في 8 أكتوبر وبرنامجه الذي ينوي تطويره. جرت المقابلة في فالنسيا بين إسبارتيرو وماريا كريستينا دي بوربون يوم 12 أكتوبر 1840 حيث عبرت ماريا كريستينا عن قرارها بتخليها عن الوصاية وترك رعاية بناتها إيزابيل الثانية وشقيقتها لويسا فيرناندا دي بوربون. فوقعت في اليوم نفسه على وثيقة استقالتها عن الوصاية والدعوة للانتخابات. وفي 17 أكتوبر ركبت سفينتها من فالنسيا للذهاب إلى مرسيليا لبدء منفاها الطوعي وقيل القسري. والذي استمر ثلاث سنوات. وقد رفضت ماريا كريستينا في فالنسيا الشروط المطلوبة منها للإستمرار، وقررت التخلي عن الوصاية والذهاب في فرنسا ليس لاعتزال السياسة، ولكن لتصنع مؤامراتها من هناك بكل أريحية وأمان، كما تبين لاحقا في فشل إنتفاضة 1841 [الإسبانية] بتحريض منها.

## الوصاية

### تعيين الوصي إسبارتيرو وخلافاته مع التقدميين
بعد رحيل ماريا كريستينا إلى المنفى، استلمت الحكومة برئاسة إسبارتيرو الوصاية مؤقتا وعلى النحو المنصوص عليه في دستور 1837، في ما كان يسمى «الوزارة-الوصية» حتى يقرر البرلمان. فحسب الدستور فيما يتعلق بالوصاية: «حتى يقرر الكورتيس الوصاية يكون الوصي المؤقت هو الأب أو الأم وفي حالة عدم وجودهما يكون الوصي هو مجلس الوزراء».

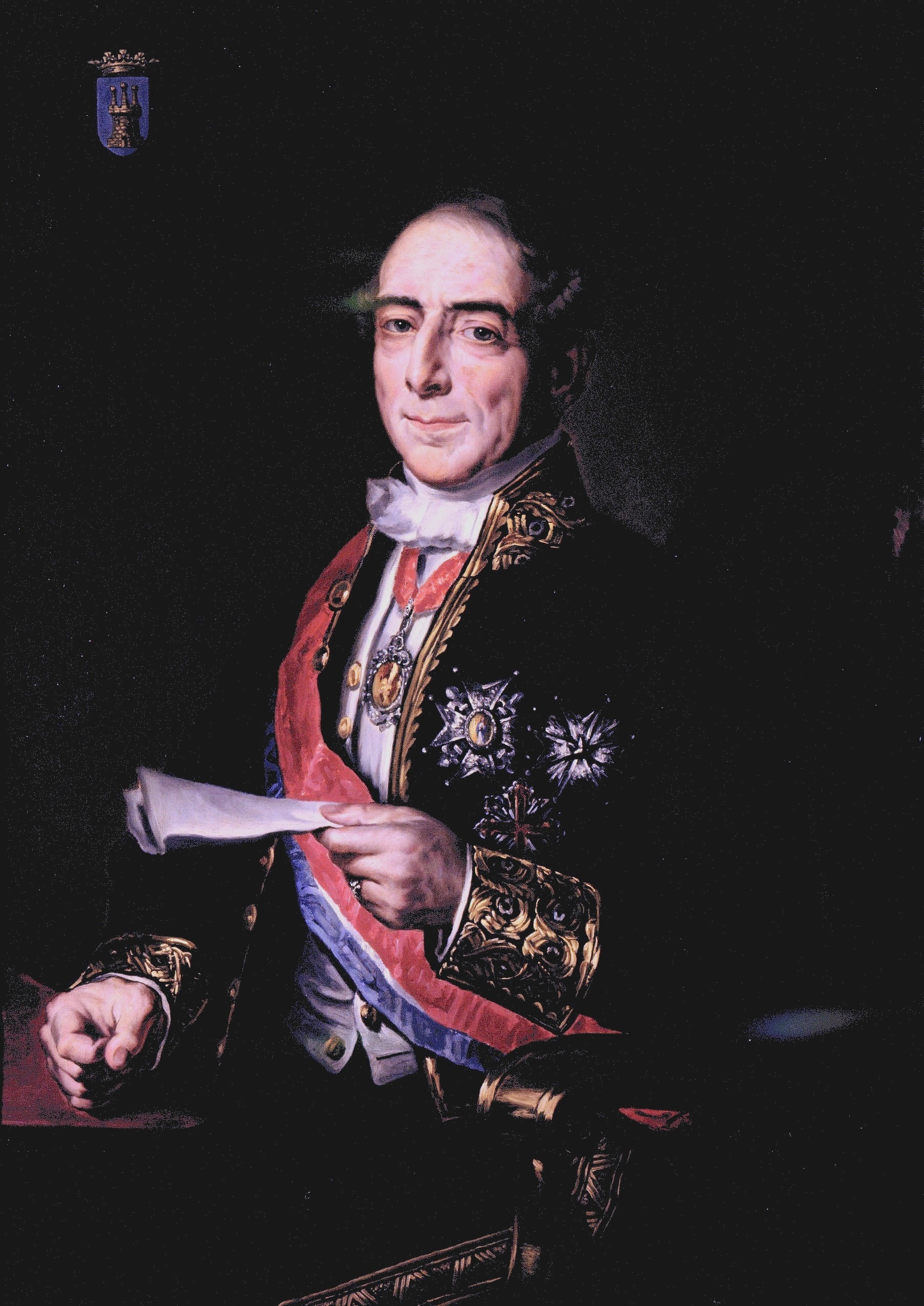
أنطونيو غونزاليس غونزاليس.

وكان أول إجراء اتخذته الحكومة الجديدة هو تلبية الطلب الرئيسي للتقدميين الذي قاد «ثورة 1840» هو تعليق قانون المجالس البلدية التي أقرته ماريا كريستينا، ثم الدعوة لانتخابات جرت في 1 فبراير 1841 التي فاز فيها الحزب التقدمي فوزا ساحقا، ويرجع ذلك جزئيا إلى انسحاب حزب الوسط الذي بغيابه تشوهت نتائج الانتخابات وتشوه جوهر البرلمان والنظام التمثيلي. لذلك في ظل غياب معارضة حقيقية للحكومة، وبسبب غياب المعتدلين في كورتيس، فإنه قام بالمعارضة جزء من الحزب التقدمي نفسه كما تبين عندما بدأت مناقشة مسألة الوصاية.
وفي المناقشة حول الوصاية في الكورتيس كان هناك انقسام داخل الحزب التقدمي بين «الأحادي» أو «إسبارتيريون» وبين «الثلاثي». حيث طالب الفريق الأحادي بأن يقوم بالوصاية شخص واحد، وأن هذا الشخص يجب أن يكون الجنرال إسبارتيرو، في حين اقترحت المجموعة الثانية خوفا من قوة الجنرال الهائلة أن تكون الوصاية لمجلس من ثلاثة أشخاص يكون أحدهم هو إسبارتيرو. فالوصاية «الثلاثية» المتألفة من ثلاثة أشخاص تعطي «توازن أكبر بين العناصر المدنية والعسكرية ومراقبة أكثر دقة، لذلك فالوصاية تدل على مسار ماريا كريستينا».
وعندما صوت الكورتيس الجديد الذي افتتح يوم 19 مارس 1841 على تكوين الوصاية وعدد الأوصياء، فاز «الأحاديون» بنيلهم 153 صوتا لصالح وصي واحد، مع أن فريق «الثلاثي» حقق نتيجة قوية ب 136 صوتا. وهكذا تأكد لدى إسبارتيرو أن دعم شركائه التقدميين لحكومته لن يكون بالإجماع أو غير مشروط. وأخيرا وفي يوم 10 مايو فاز الجنرال إسبارتيرو بنيله 179 صوتا أمام المرشح أوجستين أرغيليس الذي حصل على 110 صوتا، وهي نتيجة ليست سهلة، فانضم بانتخابه رئيسا للمجلس النواب وحارسا للملكة إيزابيلا الثانية. «وكان ذلك أول شرخ كبير بينه وبين الحزب التقدمي».
استمرت الخلافات بين أعضاء من الحزب التقدمي وإسبارتيرو حتى بعد توليه الوصاية، حيث عين في 20 مايو رجله الخاص أنطونيو غونزاليس غونزاليس رئيسا للحكومة ولكن هذا لم يرض كبار قادة حزب التقدم. حيث أنه بهذا التعيين جمع بين رأس الدولة ورئاسة السلطة التنفيذية، وهذا من شأنه تشويه خطير للنظام البرلماني.

### اضطرابات ضد أياكوتشو وظهور السياسة العسكرية

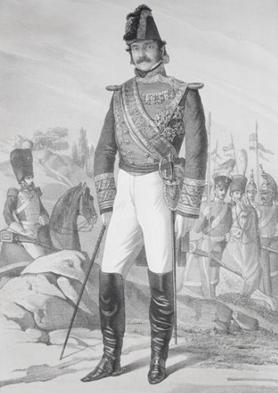
الجنرال فالنتين فيراز أحد أعضاء «أياكوتشو».

بعد وقت قصير من تولي إسبارتيرو الوصاية تعرض لإتهامات من قطاعات في الجيش والأحزاب المعتدلة والتقدمية بسبب سياسته في التعيينات العسكرية -ومدنية في بعض الحالات- حيث يفضل أعضاء زمرته العسكرية والمعروفة باسم أياكوتشو (بالإسبانية: ayacuchos). ويثق الوصي بهؤلاء الجنرالات ثقة مطلقة حيث قاتلوا وعملوا معه خلال خدمته في حروب استقلال أمريكا الإسبانية، ومن هنا جاء اسم "ayacuchos" في إشارة إلى المعركة الأخيرة من تلك الحرب، وهي المعركة التي لم يشارك بها إسبارتيرو. فعند العودة إلى اسبانيا حافظت تلك المجموعة على علاقاتها المحسوبية في دعمهم المتبادل خلال الحرب الكارلية الأولى حول إسبارتيرو، وقد استمرت حتى بعد توليه الوصاية.
ازدادت المحسوبية نحو «أياكوتشو» بسبب الانزعاج الناجم من التأخير في دفع رواتب ضباط الجيش والصعوبات التي تواجهها الحكومة في تعزيز وتطوير مهنة العسكرية. ولكن لم يكن ذلك خطأ إسبارتيرو، ولكن لوجود مشكلة أساسية: وهي العدد المفرط من ضباط وجنرالات الجيش في ذلك الوقت، نتيجة للحروب المستمرة التي خاضتها أسبانيا سنوات 1808-1840، وهي مشكلة تفاقمت بقوة بعد اتفاقية فيرغارا، الذي سمح للضباط الكارليين بدخول الجيش وإن كان الكثير منهم قد كانوا لاجئين. وهكذا أضحت الدولة غير قادرة على التعامل مع الكلفة الاقتصادية للجيش برواتب متضخمة والتي وصفت بأنها «الأعلى في العالم». وهكذا "أصبحت الرواتب تنقطع أكثر وأكثر مما جعل الجيش مرتعا للاحتجاجات. حتى أنه قد أضرب فوج عسكري عن العمل في 1841."
ووفقا لخوان فوينتس:" تم إنشاء دائرة مفرغة من الصعب جدا كسرها: الجيش يريد جمع الرواتب ليرتقوا في مجالهم ولينالوا على وجهة تتناسب مع تخرجهم. من جانب آخر افتقر الحاكم سواء كان مدنيا أو عسكريا إلى الشجاعة السياسية لمعالجة الإصلاح اللازم للجيش، الأمر الذي تطلب تخفيض جذري للسلم العسكري، ولكن للحفاظ على هذا الوضع، أبقي على استياء الجيش وميلهم بالمشاركة في جميع أنواع المغامرات السياسية." مما شجع على ولادة نقابوية والخطاب العسكري وتوجيهه خلال الصحف كبيرة حيث أنه كتب حول قضيته يوم 30 سبتمبر 1841:

### تشريعات الكورتيس
بدأ المجلس التشريعي الجديد (الكورتيس) العمل المكثف نظرا للأغلبية التقدمية الساحقة، كان مرتبطا على ما تم إنجازه من قبل الحكومات التقدمية السابقة برئاسة خوان الباريث مينديثابال وخوسيه ماريا كالاترافا. نزل قانون في 19 أغسطس 1841 أنهى الإجراءات القانونية في فك توريث الألقاب النبيلة وآخر من 2 سبتمبر 1841 مدد مصادرة منديزابال لأصول الكنيسة. وألغى هذا القانون ضريبة العشر نهائيا، وغيرها من المشاريع «مقاومة لهيمنة الكنيسة» كما ألزم على رجال الدين قسم الولاء للسلطة الدستورية في 14 نوفمبر 1841، ومشروع قانون عن الاختصاصات الكنسية الذي سيعرض في الشهر التالي، مما تسبب بالإساءة إلى العلاقات المتوترة أصلا بين النظام الإيزابيلي مع الكرسي الرسولي منذ أن غادر السفير البابوي اسبانيا في 1835. وقد احتج البابا غريغوري السادس عشر على تدخل الحكومة في الشؤون الكنسية.
اتهم الكاهن المحافظ خايمي بالميس الحكومة بأنها تسترشد بالروح الإنشقاقية وأنها تريد تحويل الكنيسة الإسبانية إلى شيء شبيه الكنيسة البروتستانتية الإنجيلية. وبالمقابل فقد تمت صياغة قانون الصحافة التقدمي لسنة 1837 مما سمح توسع كبير حرية التعبير، بما في ذلك تلك التي كانت تنتقد الحكومة.
كما أنها سلطت الضوء على القوانين التي نظمت امتيازات كلا من نافارا والباسك. ومع ذلك فقد نجحت الحالة الأولى وهي عملية تفاوض مع مجلس محافظة نافار وصادق البرلمان على تعديل قوانين امتيازات نافارا في 20 سبتمبر 1841، فناغمت المواثيق مع دستور 1837. أما في الحالة الثانية «امتيازات الباسك» فهو «ترتيب قانوني» ليس سهلا، فظلت مقاطعات بيسكاي وألافا وغيبوثكوا في حالة عدم اليقين القانوني الذي لم يحل حتى 1876. ومع ذلك فقد حدد مرسومين صلاحيات نواب اقاليم الباسك الثلاثة. الأول بتاريخ 5 يناير 1841، سمح لنواب تلك الأقاليم عدم الامتثال لقوانين الدولة التي تتنافى مع الامتيازات الخاصة بالأقاليم. والثانية مرسوم 29 أكتوبر 1841 الذي ألغى الجمرك الداخلي بين المحافظات الثلاث وتوسيع عدد الأشخاص الذين يحق لهم التصويت في الانتخابات البلدية ومجالس المحافظات.

### فشل انقلاب 1841 وعواقبه
واجهت حكومة أنطونيو غونزاليس غونزاليس بالتعامل مع انقلاب 1841 التي نظمتها من باريس الملكة الأم ماريا كريستينا مع حزب الوسط ونفذها جنرالات مرتبطين بهم وتزعمها رامون ماريا نارفيز وشاركه أيضا العقيد الشاب خوان بريم بالرغم من كونه أقرب إلى حزب التقدم.

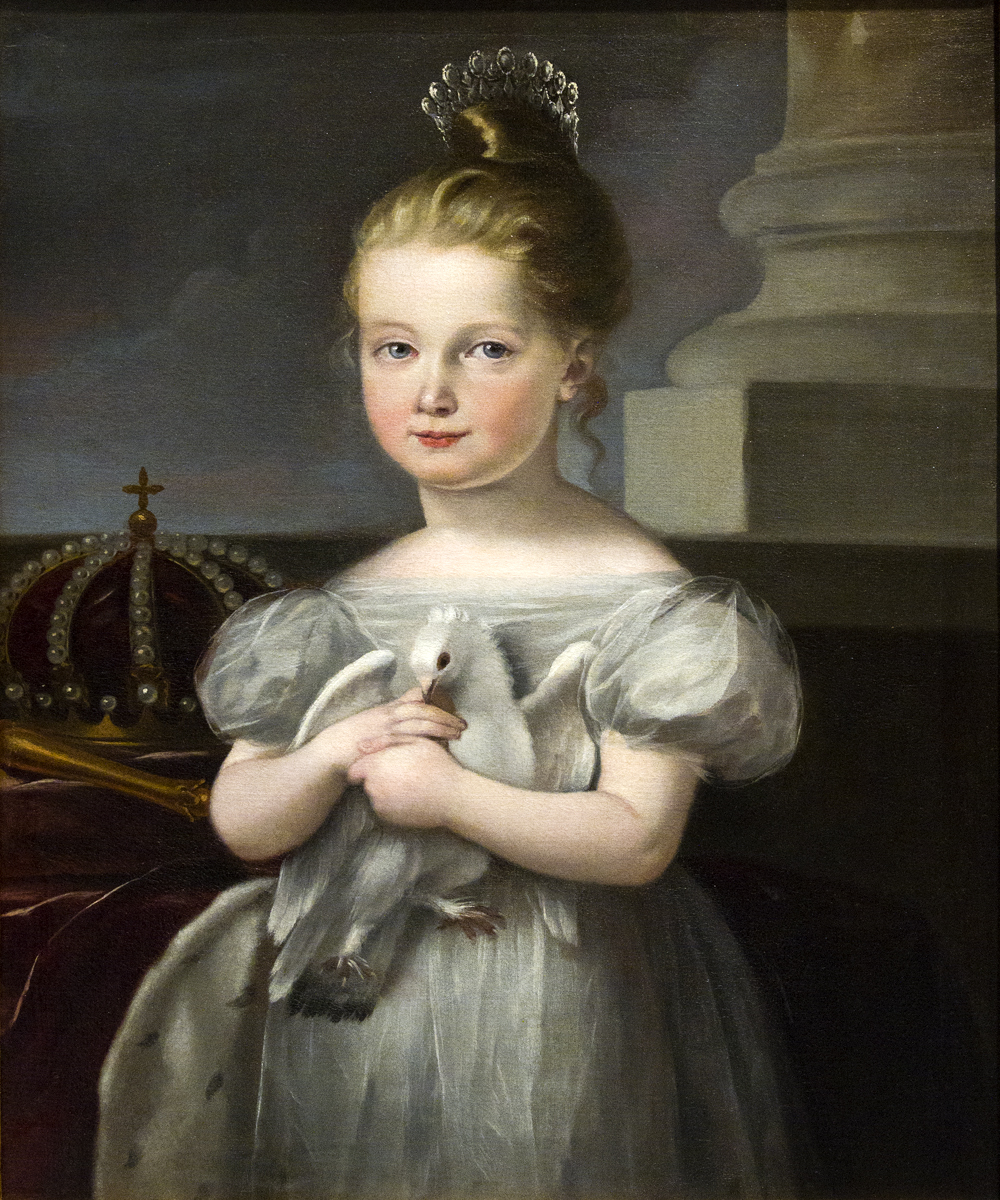
الصغيرة إيزابيل الثانية (تقريبا 1840).

وقد بدأت الحركة العسكرية في 27 سبتمبر في بنبلونة بقيادة ليوبولدو أودونيل وبسبب المقاومة لم يتمكن من إعلان بيانه بوصاية الملكة ماريا كريستينا بالرغم من أمر بقصف المدينة من قلعتها. وهنا كانت البداية الفعلية للانقلاب حيث ثورة فيتوريا يوم 4 أكتوبر، ثم فيرغارا التي طالبت بالوصاية لماريا كريستينا، تم تشكيل «المجلس الأعلى للحكومة» برئاسة الجنرال مونتيس دي أوكا.
وفي يوم 7 أكتوبر كان أفضل الأوقات للانقلاب: الانقضاض على القصر الملكي وإمساك إيزابيل الثانية وشقيقتها ونقلهم إلى الباسك. ومن هناك سيعلن مرة أخرى الحراسة القضائية والوصاية لماريا كريستينا وتعيين حكومة برئاسة إستوريز. وفي ذات اليوم حيث كانت ليلة ممطرة، تمكن الجنرالين دييغو دي ليون ومانويل دي لا كونشا وبالتواطؤ مع الحرس الخارجي من دخول القصر الملكي، لكنهما فشلا من الإمساك بالفتاتين، بسبب مقاومة حرس المطرد الموجودين على الدرج الرئيسي. وقد كان الجنرال دييغو دي ليون مقتنعا بأن إسبارتيرو لن يقتله.
كان تبرير محاولة الانقلاب تلك أن التقدميين «اختطفوا الملكة» من خلال معلمها الخاص أوغسطين أرغيليس وكونتيسة عينها هو، وهي أرملة أحد رجال حرب العصابات فرانسيسكو إسبوزا، وأن التقدميين أرادوا تنفيذ طموحاتهم الأساسية: هو السيطرة على تعليم الملكة الشابة، وفكرة «الملكة الليبرالية». لذا كان الهدف من المحاولة الانقلابية الفاشلة هو عودة ماريا كريستينا «الحريصة على استعادة الوصاية وحماية الملكية والتي قد إزيلت رسميا، والمطلب الأخير أساسيا نظرا لأنه سيكون الذريعة للسيطرة على القصر ومن ثم التحكم في اتخاذ القرارات السياسية والاقتصادية».
وفقا لخوان فوينتيس: فقد كانت المحاولة الانقلابية ليست فقط ضد الإسبارتيروية ولكن أيضا ضد الليبرالية، وهو ما يفسره كمية الأموال الضخمة التي مولتها الوصية السابق -أكثر من ثمانية ملايين ريال- مع زوجها موجه الانقلاب الفاشل، ومشاركة مجموعات كارلية غير راضية عن انتهاك مزعوم لاتفاقية فيرغارا... فضلا عن تواطؤ من مجالس المحافظات سيئة السمعة، على عكس حل الوسط التي اعطته الحكومة لمجالس الباسك. كما أنها حظيت بدعم من بقايا الجيش الكارلي الساخط الذي لم يتمكن من الالتحاق بالجيش كما تم الاتفاق عليه في اتفاقية فيرغارا بعد الحرب الكارلية الأولى. هذا لا يعني أن «مسألة الكارلية» كان المفتاح الرئيسي للانقلاب، لكنه سعى إلى الحواضن الاجتماعية والتغطية الإقليمية. والجدير بالذكر أن النواة الرئيسية لتسلسل الانقلاب وقعت في إقليم الباسك-نافارو.
النتائج

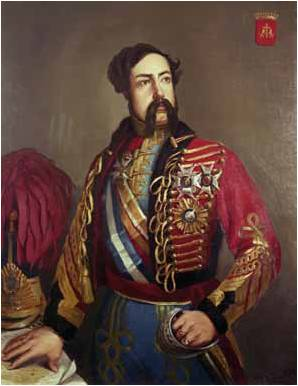
الجنرال دييغو دي ليون الذي أعدم بسبب مشاركته في الانقلاب.

كسرت ردة فعل إسبارتيرو إحدى القواعد غير المكتوبة بشأن الانقلابات العسكرية وهي احترام حياة المهزومين، حيث أمر بإعدام الجنرالات مونتيس دي أوكا وبورسو دي كارميناتي ودييغو دي ليون، وهو ما تسبب بصدمة قوية لقطاع كبير من الجيش والرأي العام بما فيهم التقدميون، وقد رفض إسبارتيرو طلب العفو عن الجنرال الشاب دييغو دي ليون واصراره على تنفيذ الإعدام، مما بقيت في الذاكرة الشعبية أنها غلطة من الوصي لا تغتفر". ولكن لم ينه القمع الذي قام به إسبارتيرو من مؤامرات المعتدلين، فقد استمروا بالعمل السري في فرسان العسكرية الإسبانية [الإنجليزية].
والنتيجة الأخرى من محاولة المعتدلين الانقلابية تلك في 1841 أنه انتفض التقدميون في عدة مدن لمنع تلك المحاولة، بالرغم من تعرض بعض المجالس للهزيمة لأنهم عصوا أمر إسبارتيرو بأن يحلوا مجلسهم وتحدوا سلطته. ووقعت أخطر الحوادث في برشلونة عندما استغل «جونتا فيجلانسا» برئاسة خوان يناس ذهاب الجنرال خوان فان هالين إلى نافار لإنهاء انتفاضة المعتدلين فيها، فشرع في هدم حصن القلعة التي بناها فيليب الخامس بعد انتصاره في حرب الخلافة الإسبانية، الذي يعتبره معظم السكان المحليين أداة للقمع. وبالإضافة إلى هذا الإجراء الذي كان يهدف إلى توفير فرص عمل لكثير من العمال العاطلين عن العمل. إلا أن رد إسبارتيرو هو إلغاء مجلس الجونتا الذي «أساء استخدام الحرية» ونزع سلاح الميليشيات التابعة له، بالإضافة إلى حل مجلس بلدية المدينة ومجلس المقاطعة وأمر المدينة بأن تعيد بناء أسوار حصن القلعة التي هدمتها من أموالها الخاصة

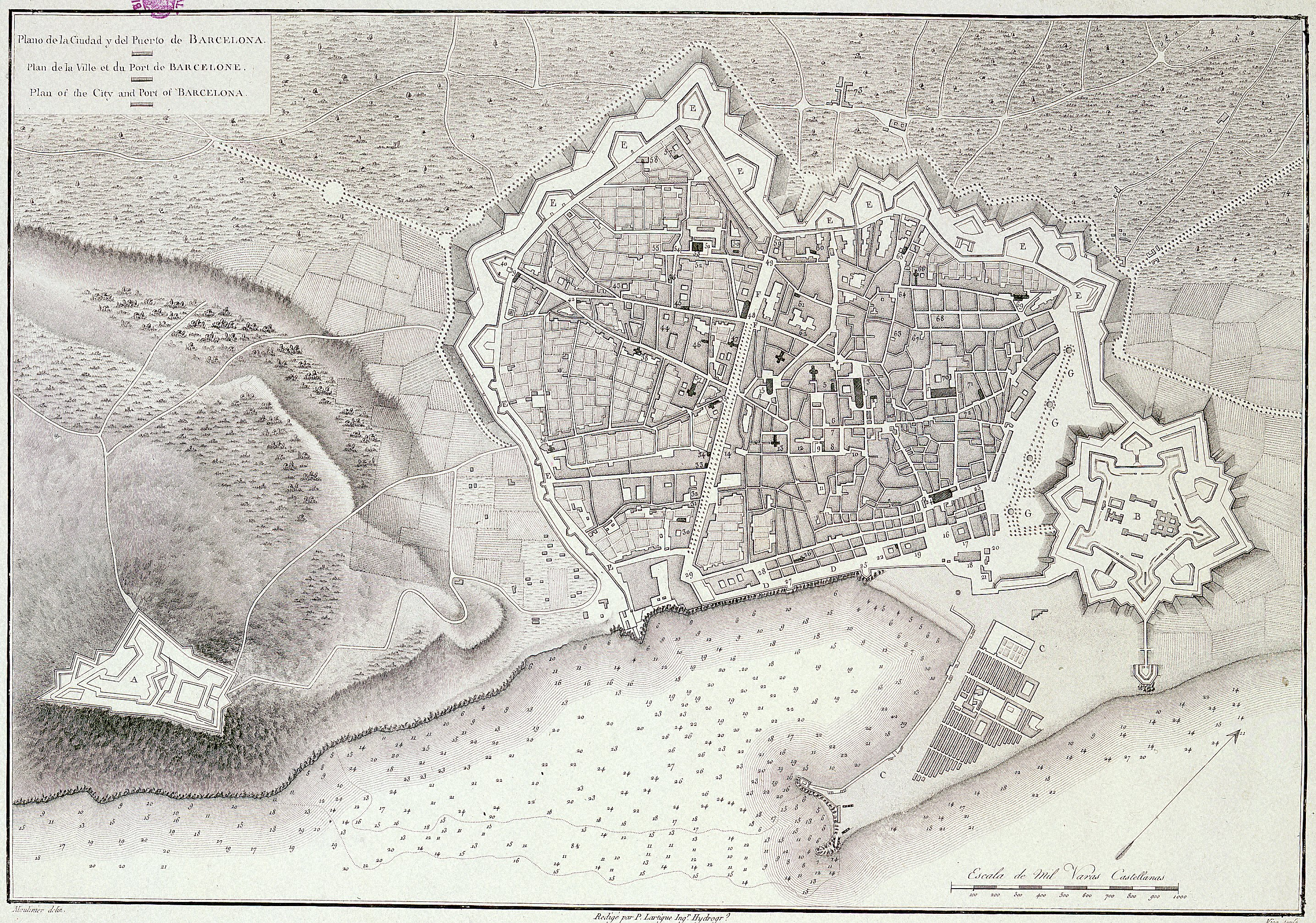
خريطة لبرشلونة في 1806 حيث حصن القلعة على اليمين، حيث بني داخل السور، وفي اليمين جبل مونتخويك.

وبعد ذلك بفترة قصيرة أي في ديسمبر 1841 أجريت الانتخابات البلدية في مدن برشلونة وفالنسيا وإشبيلية وقادس وقرطبة واليكانتي وسان سيباستيان حيث أنتجت لأول مرة بروزا ملحوظا للجمهوريون، ولدى هؤلاء مطالب شعبية تقليدية مثل إلغاء ضريبة الاستهلاك والخمس والتجنيد الإجباري، ثم طالب بإلغاء النظام الملكي والحد من الإنفاق العسكري أو توزيع الأراضي. وبذا ولدت حركة يسارية متطرفة متوحدة من الحزب التقدمي، حيث جمعت النضال من أجل الديمقراطية الكاملة وتعرف مع الجمهورية والفدرالية، ومع رغبة لمجتمع أكثر مساواة."
وكان عمال الجمعيات التعاونية وأولهم النساجون قد أنشئوا تلك الفكرة في برشلونة مايو 1840 - "وهي علامة حقيقية فارقة في تاريخ الحركة العمالية الاسبانية [الإسبانية]، التي بدأت في تنظيم نفسها بحيث أضحى فيها الطبقات العاملة بعيدا عن مكونات الطبقات المتوسطة الليبرالية. تأسست "الجمعية التعاونية للعاملين في صناعة القطن" بموجب مرسوم ملكي في 28 فبراير 1830. وفي 1842 عززت الجمعيات العمالية من دورها وحافظت على الشعور الثابت مع أرباب العمل لتحسين ظروف العمل وحقوق العمال.

### تمرد برشلونة وقصفها في 1842

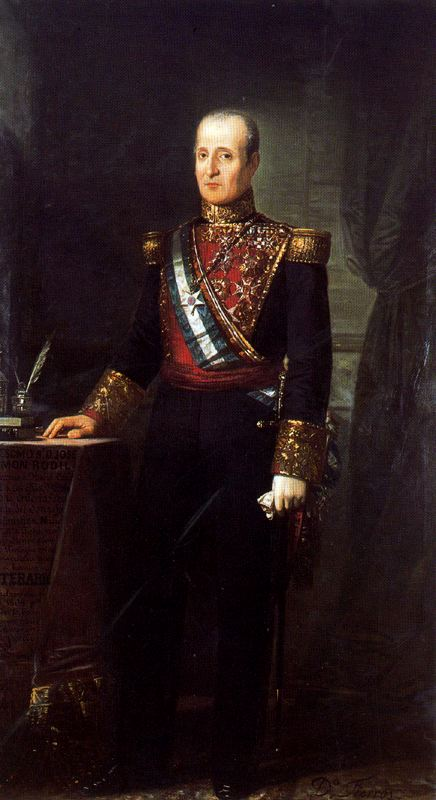
لوحة للجنرال خوسيه رامون روديل.

في 28 مايو 1842 سقطت حكومة أنطونيو غونزاليس بسبب التصويت على الرقابة التي نجح في مجلس الكورتيس والتي قدمها حزب التقدم. "ولكن تلك المواجهة العبثية بين البرلمان والحكومة التي يهيمن عليها حزب التقدم بدأ أن الحزب في الإتجاه نحو الانتحار". ثم اقترح الحزب التقدمي تسمية الليبرالي الصرف سالوستيانو دي أولوزاجا رئيسا للحكومة، ولكن إسبارتيرو عين لهذا المنصب الجنرال خوسيه رامون روديل من زمرة «أياكوتشو» وبعدها بشهر ونصف أغلق البرلمان. وكانت مسألة تعين إسبارتيرو عضوا من زمرته العسكرية الخاصة لرئاسة الحكومة «انحراف من دوره الوسيط في الحكم، متراجعا مرة أخرى إلى دائرته الخاصة التي تتكون أساسا من ضباط الجيش المرتبطين بشخصه، والذين لم يستجيبوا إلى المحتوى البرلماني للتقدميين». وبهذا التعيين يكون إسبارتيرو قد حافظ على ازدواجية الصلاحيات التي كان يتمتع بها، وهي رأس الدولة والأخرى بحكم الواقع رئاسة السلطة التنفيذية، كما توضح لاحقا من قصف برشلونة في ديسمبر 1841 والذي هو من قرر بذلك وليست حكومة روديل، وكانت تلك إحدى الحلقات التي ساهمت مع غيرها في تدهور صورة الوصي إسبارتيرو.
في 13 نوفمبر 1842 اندلعت انتفاضة في برشلونة فانضمت إليها الميليشيات، وخلال ساعات امتلأت المدينة بالحواجز. وسبب اندلاعها هو ورود أنباء تفيد بأن الحكومة على وشك توقيع اتفاقية للتجارة الحرة مع المملكة المتحدة من شأنه تخفيض الرسوم الجمركية على المنسوجات الإنجليزية، وهذا سيلقي ظلاله بالخراب على صناعة القطن الكاتالونية الوليدة. وبداية الشرارة الأولى كانت مع اندلاع المظاهرات وقعت في بورتا ديل أنجل (بالإسبانية: Puerta del Ángel) التجارية بعد ظهر الأحد 13 نوفمبر. وكان رد فعل السلطة العسكرية هو احتلال مبنى البلدية واعتقال الصحفيين الذين يكتبون ماكان يجرى من أحداث. وفي اليوم التالي أتت لجنة للسؤال عن المعتقلين الذين سيفرج عنهم فاعتقلوا وسجنوا.
ثم بدأت حرب المتاريس التي قامت بها الميليشيات المدعومة من المدنيين المسلحين الذين أجبروا الجنرال القائد «أياكوتشو» خوان فان هالين أن يأمر رجاله بمغادرة المدينة والتراجع إلى قلعة مونتخويك وتقع على الجبل الذي يحمل نفس الاسم وهو يسيطر على المدينة، وإلى حصن القلعة الموجود على الطرف الآخر للمدينة. واعتبر انسحاب القوات الحكومية انتصارا لمتمردي المجلس العسكري الذي يخضع ل«جونتا فيجيلانس» التي شكلت في برشلونة في العام الماضي فكانت الدعوة للبرنامج

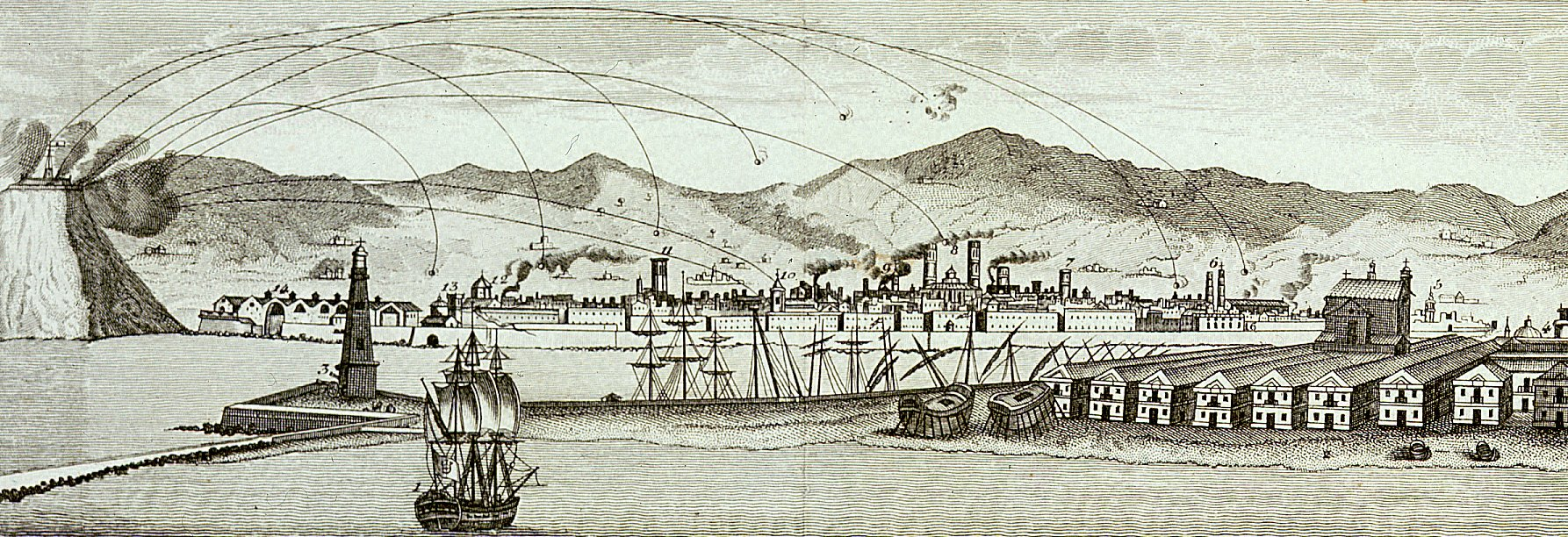
قصف برشلونة من قلعة مونتخويك.

قرر الوصي إسبارتيرو التوجه شخصيا لقمع التمرد ووصل برشلونة في 22 نوفمبر. وفي ذات اليوم أبلغ الجنرال فان هالين أهالي المدينة أنه بأمر من إسبارتيرو فإن برشلونة سوف تتعرض للقصف من قلعة مونتخويك إن لم يستسلم المتمردين خلال 48 ساعة. فعم الارتباك في المدينة، واستبدل الجونتا بآخر أكثر اعتدالا، ورفض إسبارتيرو التفاوض معهم، ومن ثم بجونتا ثالث هيمن عليه الجمهوريون الذين هم على استعداد للمقاومة. وأخيرا وفي يوم 3 ديسمبر 1842 بدأ القصف، فاستسلمت المدينة في اليوم التالي وتمكن الجيش من دخولها. أطلقت 1014 قذيفة مدفعية من قلعة مونتخويك فتضرر 462 منزلا وقتل 20 شخصا من الأهالي.
بعد دخوله المدينة بطش إسبارتيرو بالأهالي بشراسة. فنزع سلاح الميليشيات وألقي القبض على عدة مئات من الأشخاص، وقتل حوالي مئة شخص. وفوق ذلك فقد عوقبت المدينة بشكل جماعي حيث أجبر الأهالي على المساهمة بدفع مبلغ ضخم وقدره 12 مليون ريال لتغطية إعادة بناء القلعة. كما انه حل جمعية نساجو برشلونة وأغلق جميع الصحف عدا صحيفة محافظة واحدة. وقام في يوم 22 ديسمبر ومن مقر قيادته في ضاحية ساريا بإزاحة فان هالين من قيادة المدينة واعطاها ل«أياكوتشو» آخر وهو أنتونيو سوان، وذلك قبل عودته إلى العاصمة مدريد. وقد تمكن إسبارتيرو من اخماد التمرد ولكن بالقصف ثم بالقمع الوحشي مما أخسره لاحقا "الدعم الاجتماعي والسياسي الهائل الذي كان تقليديا موجودا في برشلونة. فإنه ليس من المستغرب عندما اجمعت كاتالونيا على انتفاضة عامة ضد إسبارتيرو سنة 1843". وعلاوة على ذلك فما جرى في الرمز برشلونة له تأثيره في مدريد. فقد كان البرود الشديد في استقبال إسبارتيرو عند عودته لمدريد على عكس ما جرى من الفرح وزهو في 1840".

### أزمة مايو 1843
بعد تفجير برشلونة فقد إسبارتيرو معظم شعبيته التي حصل عليها عقب انتصاره في الحرب الكارلية الأولى وقد نال لقب «دوق فيكتوريا». وفي بداية سنة 1843 تم تشكيل ائتلاف غير متجانس ولكنه «مناهض لإسبارتيرو» شارك فيه جميع الفئات والقطاعات التي رفضت سياسة إسبارتيرو وزمرته ال«أياكوتشو».

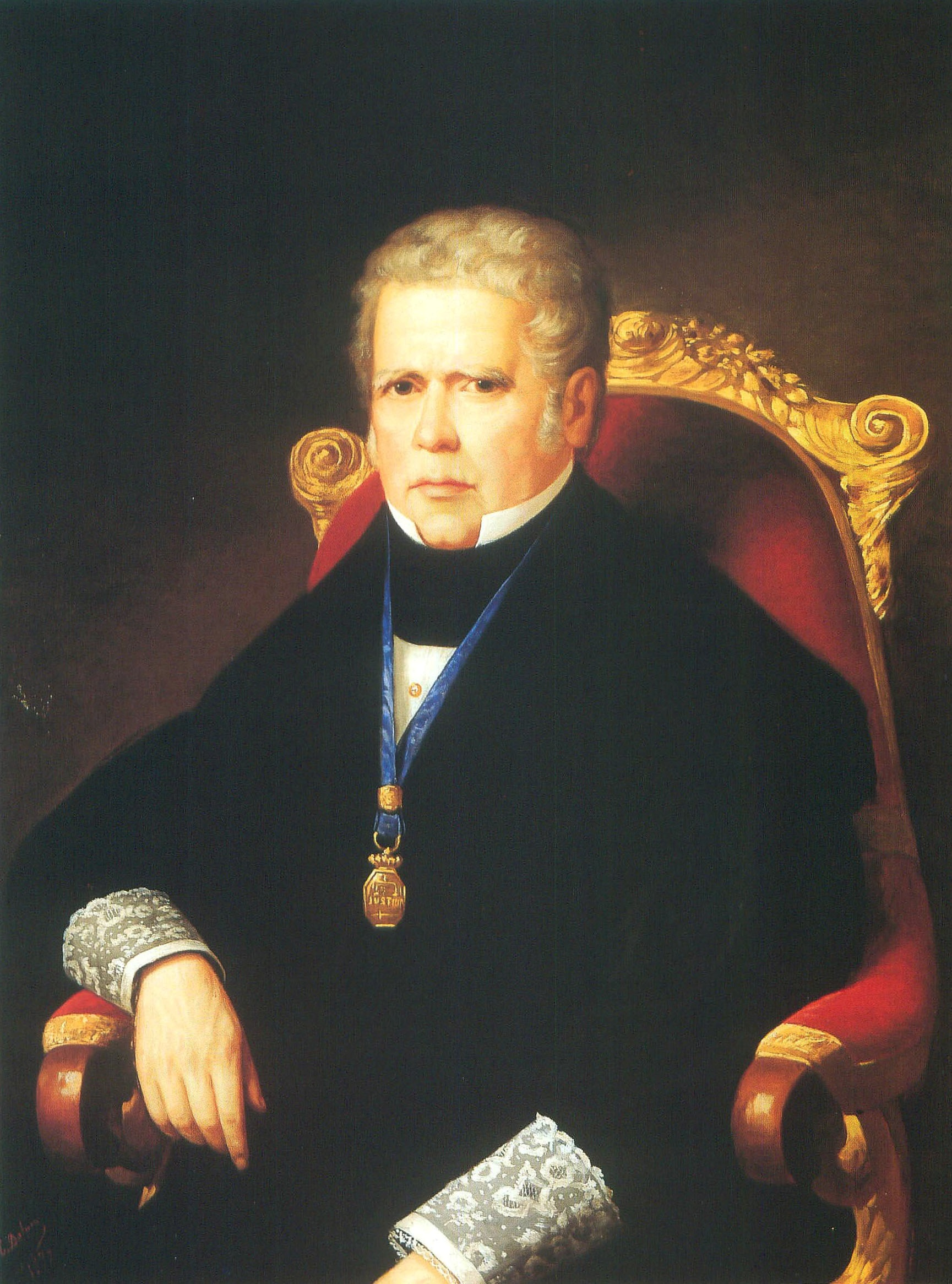
ألفارو غوميز بيسيرا.

بعد عودته إلى مدريد بفترة وجيزة أي في 3 يناير 1843 حل إسبارتيرو البرلمان ودعا إلى انتخابات جديدة في مارس، حيث بدا ظهور قوي للمعتدلين. وافتتح البرلمان دورته في 3 نيسان 1843 وإن كان الحزب التقدمي قد فاز بالأغلبية، ولكنه انقسم هذه المرة إلى ثلاثة مجموعات. فيما كانت واحدة من تلك المجموعات استمرت بدعمها للوصي، في حين انضمت المجموعتان الأخريان إلى جبهة معادية لإسبارتيرو، فأضحى واقعيا أن لدى جبهة «مناهضي إسبارتيرو» المعارضة أغلبية في مجلس النواب، بزيادة من النواب التقدميين المعادين لإسبارتيرو وأيضا النواب الديمقراطيين-الجمهوريين والمعتدلين. وهكذا كان العمل الأول للأكثرية الجديدة هو إسقاط حكومة الجنرال روديل «أياكوتشو» وإلزام الوصي أن يعين في 9 مايو رئيسا جديدا للحكومة وهو زعيم التقدميين خواكين ماريا لوبيز، الذي حصل على دعم وموافقة مجلس النواب.
تفاقمت الأزمة عندما طالبت حكومة لوبيز من إسبارتيرو بعزل الجنرال ليناجي من منصب السكرتير الشخصي له وتعيينه رئيسا القيادة العامة ومما خسر منصب مفتش عام للمشاة والميليشيات، وبالتالي سعى لوبيز لتفكيك زمرة «أياكوتشو» الذين دعموا زعامة الجنرال إسبارتيرو. وأشعلت ردة فعل إسبارتيرو أزمة حقيقية، لأنه بدلا من عزل سكرتيره فإنه قام بعزل خوسيه ماريا لوبيز التي لم تدم حكومته أكثر من 10 أيام.
وفي يوم 19 مايو، عين إسبارتيرو ألفارو غوميز بيسيرا لمنصب رئيس الوزراء، ولكن ماإن وصل الخبر إلى مجلس النواب حتى بدأ التصويت على اقتراح لدعم الحكومة المقالة التي نالت 114 صوتا مقابل 3 أصوات، والتي كانت في الواقع حركة انتقاد ضد الوصي. لذلك عندما ظهر غوميز بيسيرا امام المجلس كان في استقباله صيحات استهجان «أخرج أخرج» من القاعة. فتدخل التقدمي سالوستيانو أولوزاجو ليطلب من الوصي أن يختار «بين هذا الرجل [في إشارة إلى الجنرال ليناجي] والأمة بأسرها التي يمثلها الكورتيس بإجماع أعضائها». انتهى كلامه مع «حفظ الله هذا البلد وحفظ الملكة!» عندها أصبحت «حفظ الله البلاد حفظه الله الملكة!» صرخة الحرب للثورة ضد إسبارتيرو التي اندلعت في الشهر التالي. وفي يوم 26 أيار علقت جلسات البرلمان.

## نهاية وصاية إسبارتيرو
إزدادت أزمة مايو تفاقما وانضمت إليها قطاعات أكثر من مناهضي إسبارتيرو على الرغم من كونها غير متجانسة ذلك ليتم في قرارة أنفسهم من معتدلين إلى الديمقراطيين والجمهوريين إلى الأكثرية من الحزب التقدمي. «إن القرارات التي اتخذها الجنرال في أزمة مايو اعتبرت اعتداء صارخا ضد النظام الدستوري وتحولت مؤامرة مناهضي إسبارتيرو إلى حركة للدفاع عن الشرعية».
وما أن سُمع بإقالة حكومة خواكين ماريا لوبيز وتعليق البرلمان يوم 27 مايو حتى اندلعت انتفاضة في ريوس بقيادة جنرالات مقربين من الحزب التقدمية وهم خوان بريم وميلانس ديل بوش وهم يهتفون «فليسقط إسبارتيرو! لقد بلغت الملكة سن الرشد!». وعلى الرغم من أن تمكن الجنرال الإسبارتيري زوربانو من السيطرة على تمرد ريوس، إلا أن سرعان مانضمت برشلونة إلى تلك الحركة، فشكلت في يونيو مجلس الاعلى لمحافظة برشلونة الحكومي، والتي أظهرت فيها الجمهوريون والتقدميين والمعتدلين. وبعدها بفترة وجيزة دخل الجنرال بريم المدينة منتصرا.

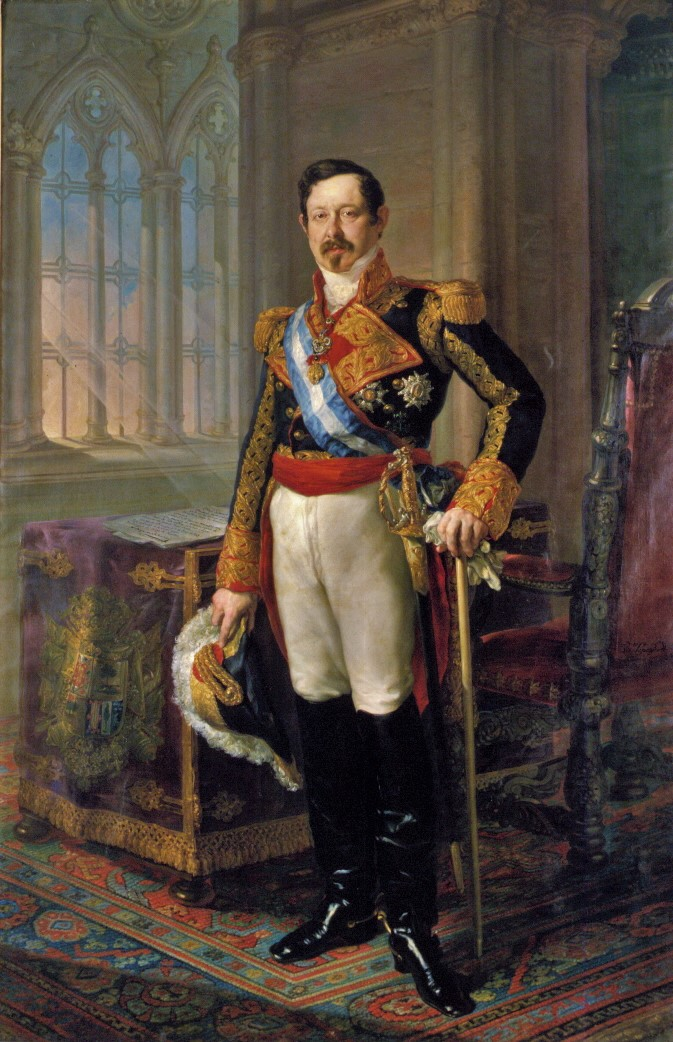
الجنرال رامون ماريا نارفايس. (متحف الفنون الجميلة في فالنسيا).

انتشرت الانتفاضة بسرعة، ليست على ساحل البحر المتوسط والأندلس فقط- "اتصال جغرافي نموذجي" - ولكن أيضا امتدت إلى المدن الداخلية مثل بلد الوليد وبورغوس وقونكة والباسك حيث يسود فيها المعتدلين. وافق بعض الثوار على تعاون باهت مع جنرالات معتدلين من الذين انشئوا في فرنسا الجمعية العسكرية الأسبانية وهو تنظيم سري عاد توا بدعم من أموال الملكة الأم"
وفي يوم 21 يونيو ذهب إسبارتيرو إلى فالنسيا لمباشرة العمليات ضد المتمردين. إلا أنه في يوم 27 حزيران دخل ثلاث جنرالات ينتمون إلى الحزب المعتدل من منفاهم في باريس وهم رامون ماريا نارفيز ومانويل غوتييريز دي لاكونشا وخوان غونزاليس - إمما اضطر إسبارتيرو للتخلي عن نيته للوصول إلى فالنسيا، ووقف في الباسيتي. ثم وفي يوم 27 يونيو دخل برشلونة أحد الجنرالات المتآمرين وهو: الجنرال فرانسيسكو سيرانو يرافقه أحد السياسيين التقدميين. في اليوم التالي أعلن نفسه «وزيرا عالميا» وأصدر مرسوما بإقالة الوصي وحكومة جوميز بيسيرا.
ووفقا لجوسيب فونتانا: فإن سيرانو كان يريد "لتهدئة الوضع المتوتر الذي كان يفترض من نارفيز في البداية أن ينال فيه دورا قياديا لإعطاء الحل السياسي وضمان عودة حكومة لوبيز [التي كان سيرانو فيها وزير الحربية] وبالتالي يستمر التقدميون في السلطة. وفي الوقت نفسه عين سيرانو نارفيز القائد العام للقوات المسلحة، وصادق المجلس العسكري الثوري لفالنسيا على التعيين، بقصد منع ظهور قوة سياسية موازية من حوله. تولى المجلس العسكري لبرشلونة هذا الاستحقاق، فعين يوم 29 يونيو سيرانو رئيس "الحكومة المؤقتة" التي تمثل استعادة الوزارة التقدمية السابقة، ولكي تقبل بذلك عليها القبول ببرنامج برشلونة الثوري المكون من ثلاث نقاط: "دستور 1837 - إيزابيل الثانية - مجلس جونتا مركزي. وبعد أن أعطى وعودا لكل ماسئل في برشلونة، توجه سيرانو إلى مدريد، في حين استأنف أهالي برشلونة في هدم الأسوار".

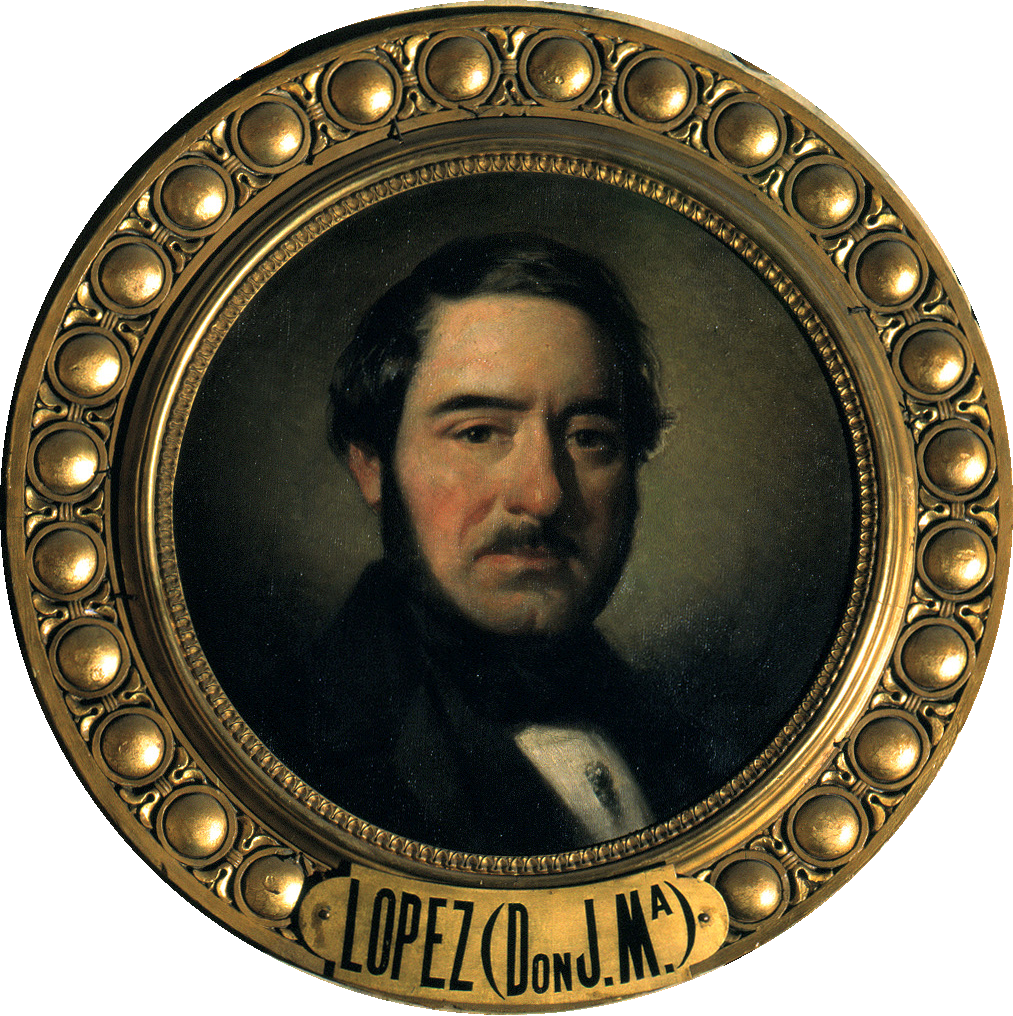
خواكين ماريا لوبيز

وفي يوم 22 يوليو جرت معركة توريخون دي أردوز قريبا من مدريد، حيث القوات الحكومية بقيادة الجنرال أنطونيو سوان وهو «أياكوتشو»، وبالمقابل تواجهها القوات المتمردة تحت قيادة الجنرال نارفيز وهي قادمة من فالنسيا. في الواقع بالكاد كان هناك قتال بين الجانبين الذي استمر مدة ربع ساعة، فكان هناك قتيلين وعشرين جريحا بين المعسكرين. لأن ما يقرب من أن جميع جنود سوان انتقلوا إلى معسكر المتمردين وهم يصرخون «كلنا واحد!».وتمكن نارفايس في 23 تموز من دخول مدريد وأعاد خواكين ماريا لوبيز رئيسا للوزراء. ومع ذلك، فإن لوبيز لم يعترف بالتسوية المتفق عليها بين سيرانو ومجلس برشلونة لعقد المجلس المركزي لتولي السلطة. وهذا من شأنه أنه تسبب باندلاع «ثورة كاتالونيا المركزية» من سبتمبر إلى نوفمبر 1843 المعروفة باسم (بالإسبانية: Jamancia) بعد سقوط إسبارتيرو من الحكم.
وقد أثرت نتائج معركة توريخون دي أردوز على الجنرال إسبارتيرو الذي كان يقاتل تمرد في الأندلس حيث فشل في محاولته لاحتلال اشبيلية رغم أن فان هيلين قد قصفها، فقرر المسير إلى المنفى ومعه بعض من رجاله موثوقين. فركبوا جميعا سفينة بريطانية متجهة إلى إنجلترا من ميناء إل بويرتو دي سانتا ماريا في 30 تموز. وكانت تلك نهاية وصاية إسبارتيرو .